# Vetrate del Duomo di Milano

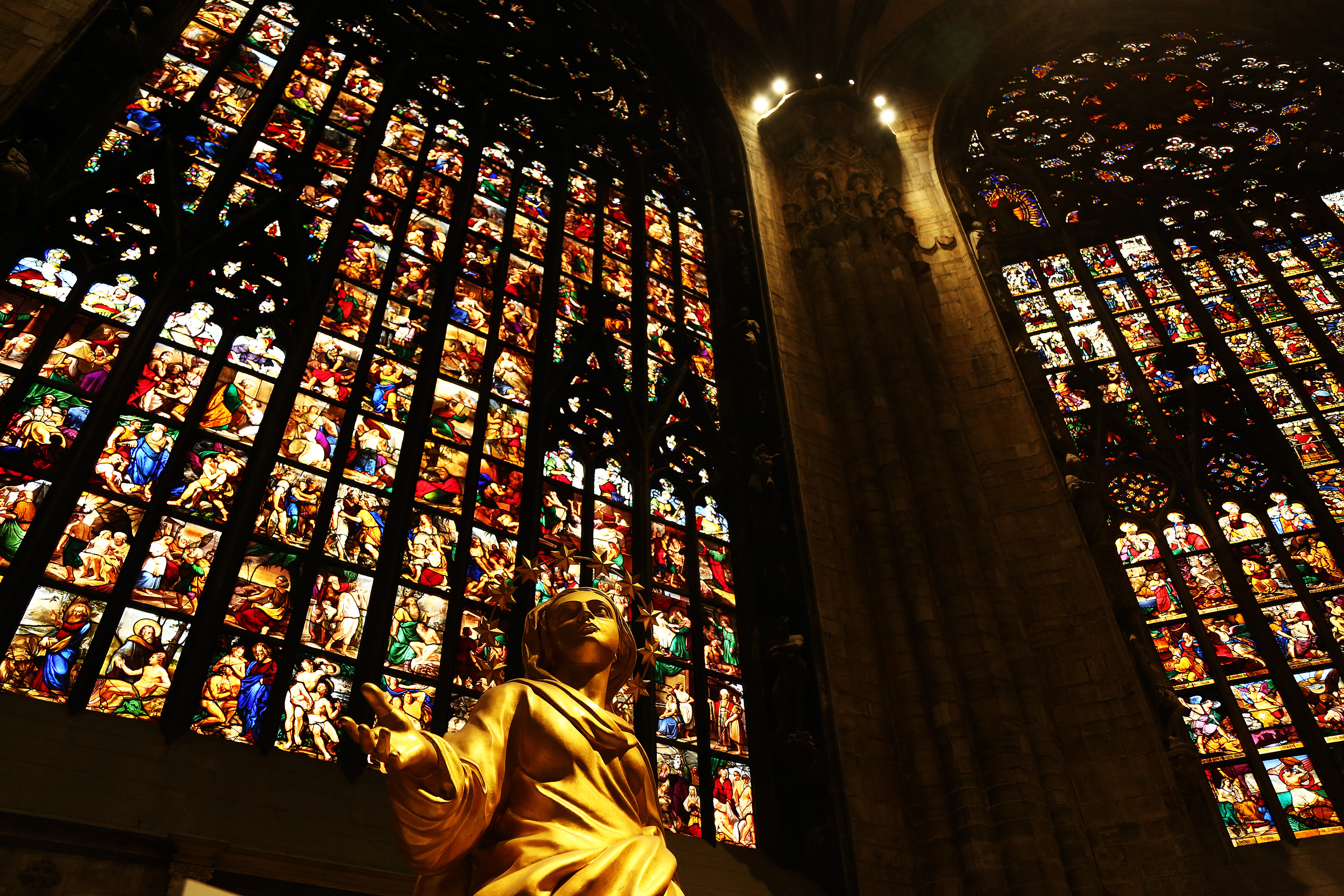
Veduta dell'abside

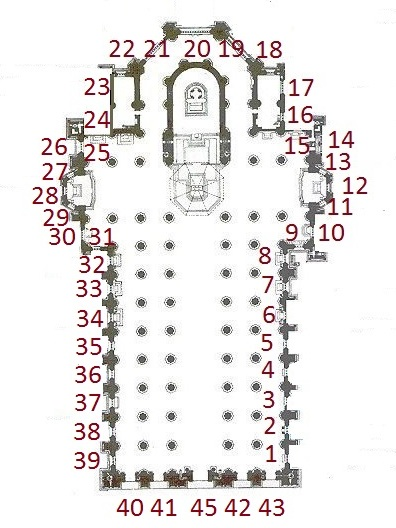
Pianta delle vetrate

Il duomo di Milano ospita un ciclo di 55 vetrate monumentali, realizzate tra la fine del Trecento e gli anni ottanta del Novecento.

## Storia
La costruzione di vetrate nel cantiere del duomo milanese cominciò a soli vent'anni dalla sua fondazione, all'inizio del Quattrocento, con i grandi finestroni dell'abside, che venivano man mano completati. Di queste prime vetrate non restano che scarsissimi frammenti, in quanto già nel secolo successivo molte di esse vennero rifatte: tra questi si conservano sei busti di vegliardi contenuti entro antelli trilobati, provenienti dalla distrutta vetrata di santa Giuditta e oggi inclusi nella vetrata di san Martino, attribuiti alla mano del celebre miniatore Michelino da Besozzo.
Nella seconda metà del Quattrocento la fabbrica si dotò di due forni da vetro appositamente per la realizzazione delle vetrate, particolarmente ampie e numerose nella zona absidale che allora veniva edificata. Alle maestranze italiane, con Stefano da Pandino, Niccolò da Varallo, Maffiolo da Cremona, Cristoforo de' Mottis e Franceschino Zavattari, si affiancarono maestri provenienti dai grandi cantieri vetrari delle cattedrali d'Oltralpe, in particolare della zona renana e dalle Fiandre.
Molte delle prime vetrate furono commissionate dai Visconti, allora duchi di Milano, dei quali riportavano spesso gli stemmi o le imprese. Successivamente le elargizioni per la loro realizzazione arrivarono dalle varie corporazioni delle arti e mestieri presenti in città, quali il collegio dei notai (vetrata di San Giovanni Evangelista), degli speziali (vetrata di Santa Giuditta), degli orefici, (vetrata di sant'Eligio), eccetera.
La produzione vetraria continuò per tutto il Cinquecento, quando furono realizzate le vetrate per le absidi nord e sud, e per tutti i finestroni della navata principale. Fra i mastri vetrai egemoni in questo periodo vi furono Corrado Mochis, proveniente dal cantiere del duomo di Colonia, e Valerio Perfundavalle, da Lovanio. Mentre in alcuni casi essi curarono la realizzazione delle vetrate a partire dal disegno, in altri casi trasposero su vetro cartoni realizzati da affermati pittori, quali l'Arcimboldo, Pellegrino Tibaldi, Carlo Urbino e altri artisti di scuola manierista.
La realizzazione delle vetrate si arrestò completamente nel XVII e XVIII secolo, per poi riprendere solo nell'Ottocento. Giovanni Bertini iniziò, a partire dal 1838, il quasi totale rifacimento dei monumentali finestroni dell'abside principale e delle due absidi dei transetti. Dopo la sua morte (1849) il lavoro fu proseguito dai figli Giuseppe e Pompeo.
Si era tuttavia persa la tecnica di realizzazione della vetrata tramite assemblaggio di vetri colorati su quali veniva riportato il disegno con la lavorazione a grisaille. Nel XIX secolo i vetri vennero invece realizzati col metodo della pittura a fuoco, con una tecnica molto più simile alla pittura, con la quale venivano fissati i colori su vetri originariamente neutri, dando luogo a risultati molto più modesti dal punto di vista luminoso e cromatico. L'originale tecnica di composizione a mosaico di vetri colorati, e non più dipinti, venne ripresa nel corso del Novecento, da Aldo Carpi e dall'ungherese János Hajnal.

## Descrizione e stile

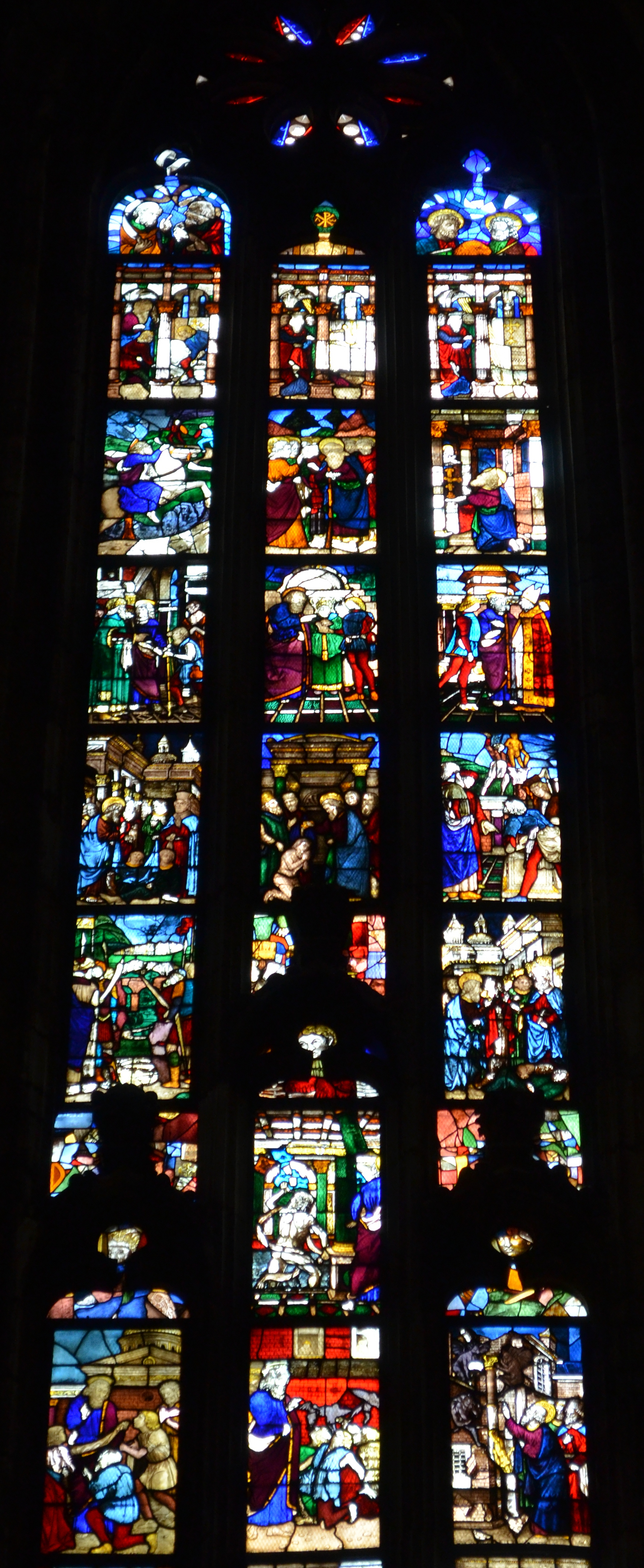
Vetrata di San Giovanni Evangelista

### Vetrate di epoca tardogotica e rinascimentale (XV secolo)

#### Vetrata di San Giovanni Evangelista
La vetrata di San Giovanni Evangelista (n. 1, prima campata della navata destra) è decorata con Storie di san Giovanni evangelista, tratte dalla Legenda Aurea di Jacopo da Varagine, qui ricomposte e restaurate negli anni sessanta. La vetrata fu commissionata dal collegio dei notai a Cristoforo de Mottis che la realizzò nel periodo 1473-1477. Il gusto umanista che pervade gli episodi della vita del santo si manifesta negli eleganti costumi quattrocenteschi e nelle splendide architetture di gusto classico rese con rigorosa prospettiva. L'opera raffigura trenta episodi della vita di san Giovanni evangelista, relativi all'opera di predicazione del santo e ai miracoli da lui compiuti dopo la morte di Gesù fino al martirio, rappresentato nel primo antello in basso a sinistra. La maggior parte degli episodi sono rappresentati entro edifici rinascimentali, quali porticati, basiliche, chiese rese con notevole attenzione per i particolari decorativi. Il restauro ha messo bene in luce il fine disegno che descrive minuziosamente le espressioni e i dettagli anatomici dei personaggi e le raffinate ornamentazioni delle architetture.
Sono rappresentati, dal basso verso l'alto:
1a) Supplizio di S.Giovanni - 1b) S.Giovanni a Patmos - 1c) Funerali di Drusiana 
2a) S.Giovanni incontra Cratone - 2b) Disputa di S.Giovanni con Cratone - 2c) I due giovani distribuiscono le ricchezze ai poveri 
3a) I giovani convertiti si lamentano della povertà - 3b) S.Giovanni conduce i giovani sulla spiaggia 
4a) S.Giovanni risuscita il morto - 4b) Il racconto del morto - 4c) S.Giovanni obbliga i giovani al lavoro 
5a) S.Giovanni guarisce i malati - 5b) S.Giovanni libera gli ossessi - 5c) S.Giovanni scaccia i demoni 
6b) La rovina del tempio di Efeso
7a) La rivolta del popolo - 7c) La prova del veleno 
8a) S.Giovanni risuscita gli avvelenati - 8b) Il battesimo di Aristodemo (copia di P.Bertini) - 8c) Aristodemo abbatte gli idoli e costruisce la chiesa 
9a) Aristodemo distribuisce l'elemosina - 9b) La conversione del giovane - 9c) S.Giovanni consegna uno dei giovani al vescovo 
10a) S.Giovanni a cavallo insegue i giovani - 10b) S.Giovanni guarisce gli ammalati - 10c) Gesù appare a S.Giovanni 
11a) S.Giovanni fa scavare la fossa - 11b) La morte di S.Giovanni - 11c) Il rapimento di S.Giovanni

#### Vetrata del Nuovo Testamento

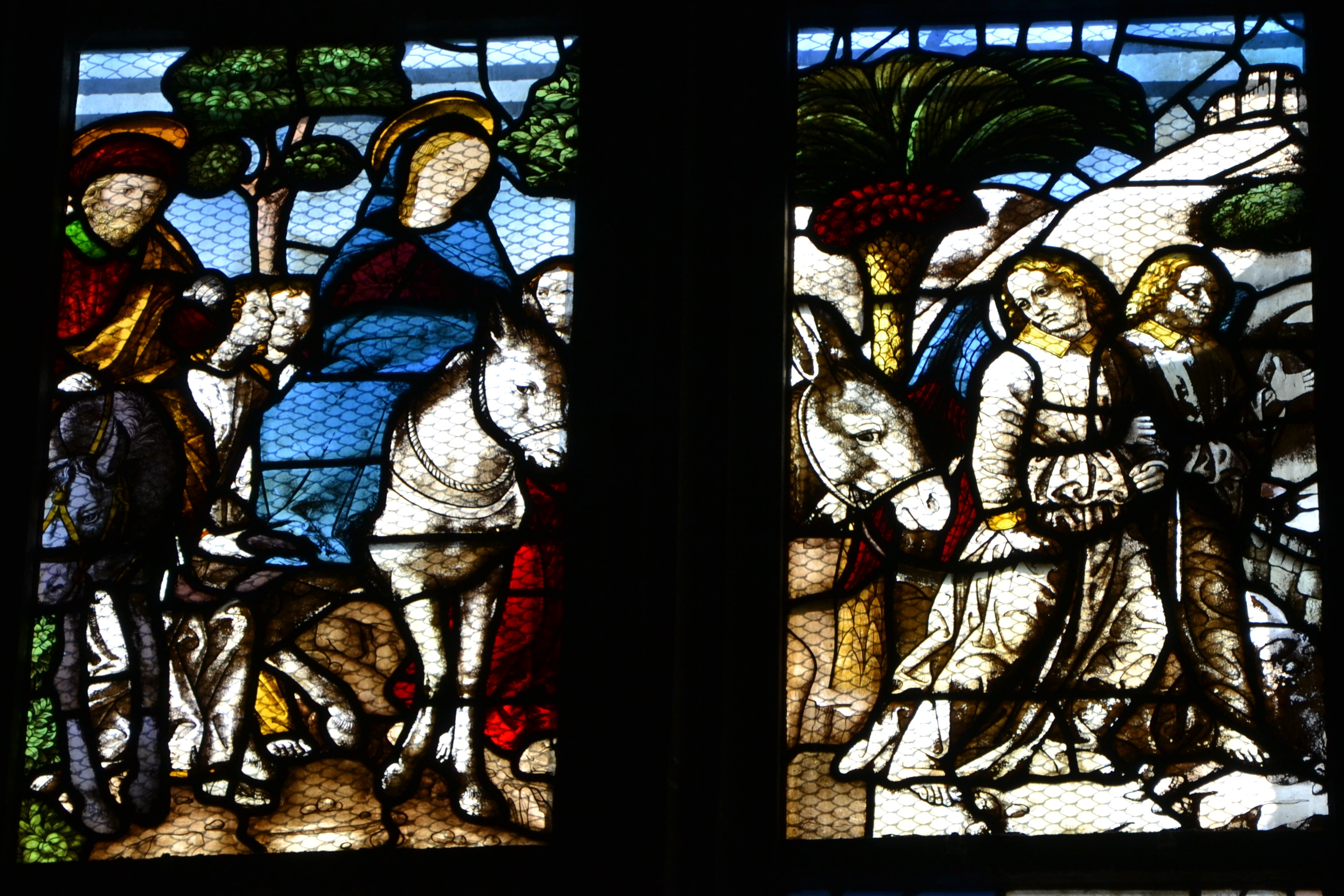
Vetrata del Nuovo Testamento, navata destra, XV secolo

La vetrata del Nuovo Testamento (n. 5, quinta campata della navata destra), detta "foppesca", sebbene non sia opera diretta di Vincenzo Foppa, è decorata con Storie del Nuovo Testamento (1470-1475) ed è opera di maestri lombardi che si ispirarono alle opere del famoso pittore con influssi della scuola ferrarese. Sviluppa, a partire dall'Annunciazione in basso fino alla Crocifissione sulla sommità, la Storia della vita di Cristo, ed è molto ben conservata. In essa è particolarmente evidente la tecnica a grisaille, con la quale gli antichi esecutori trasferivano sul vetro il disegno che i pittori realizzavano sui cartoni che fungevano da modello.

#### Vetrata di Sant'Eligio
La vetrata di Sant'Eligio (n. 6, sesta campata della navata destra), conservatasi integralmente, narra le Storie di sant'Eligio, patrono degli orefici. Fu ordinata dal collegio degli orafi a Niccolò da Varallo, che la eseguì tra il 1480 e il 1489. Ciascun episodio reca in basso il titolo in latino. Le raffigurazioni sono caratterizzate da toni semplici e familiari, molti dei quali mostrano scene di vita quotidiana del XV secolo. La vita del santo è narrata cronologicamente dalla nascita, rappresentata in basso, e poi salendo la consacrazione, l'attività episcopale ed i miracoli. Diversamente dalle vetrate precedenti non tutti gli episodi sono confinati in un unico antello: la nascita, rappresentata nella quinta fila, è rappresentata in un dittico, e la fondazione del monastero, sulla decima fila, è un trittico.

#### Vetrata di San Giovanni Damasceno
La vetrata di San Giovanni Damasceno (n. 25, navata destra del braccio nord del transetto) è decorata con le Storie di san Giovanni Damasceno e fu commissionata dal collegio degli speziali nel 1479 a Nicolò da Varallo. Gli antelli con la vita del santo mostrano una galleria di felici ritratti di personaggi, rappresentativi del periodo umanista in cui furono disegnati, ed inseriti in equilibrate architetture classiche rappresentate con rigore prospettico.

#### Vetrata dell'Apocalisse
La vetrata dell'Apocalisse (n. 20, vetrata centrale dell'abside principale) era stata originariamente commissionata personalmente da Gian Galeazzo Visconti nel 1416 a Franceschino Zavattari, Maffiolo da Cremona e Stefano da Pandino. Alla fine del Quattrocento vi intervennero anche Cristoforo de' Mottis e Niccolò da Varallo. È detta anche della "raza" o sole visconteo dal gigantesco sole raggiato che vi campeggia nel mezzo, simbolo araldico, insieme al biscione, dei Visconti duchi di Milano. Fu rifatta a metà dell'Ottocento da Giovanni Battista Bertini e dai figli Pompeo e Giuseppe (1835-1839). Inizialmente era dedicata alla Visione dell'Apocalisse, di cui si conservano nella parte alta una cinquantina di pezzi del XV e XVI secolo.  All'esterno sono le sculture con l'Annunciazione, ai lati del rosone centrale, e l'aquila viscontea sulla sommità. Ciascun episodio, sempre narrato in un singolo antello, reca in calce il versetto dell'Apocalisse di San Giovanni a cui si riferisce. Sotto il rosone sono posti dieci scudetti, che riportano gli stemmi viscontei, quello di Milano e di due sestieri, Porta Orientale e Porta Vercellina.

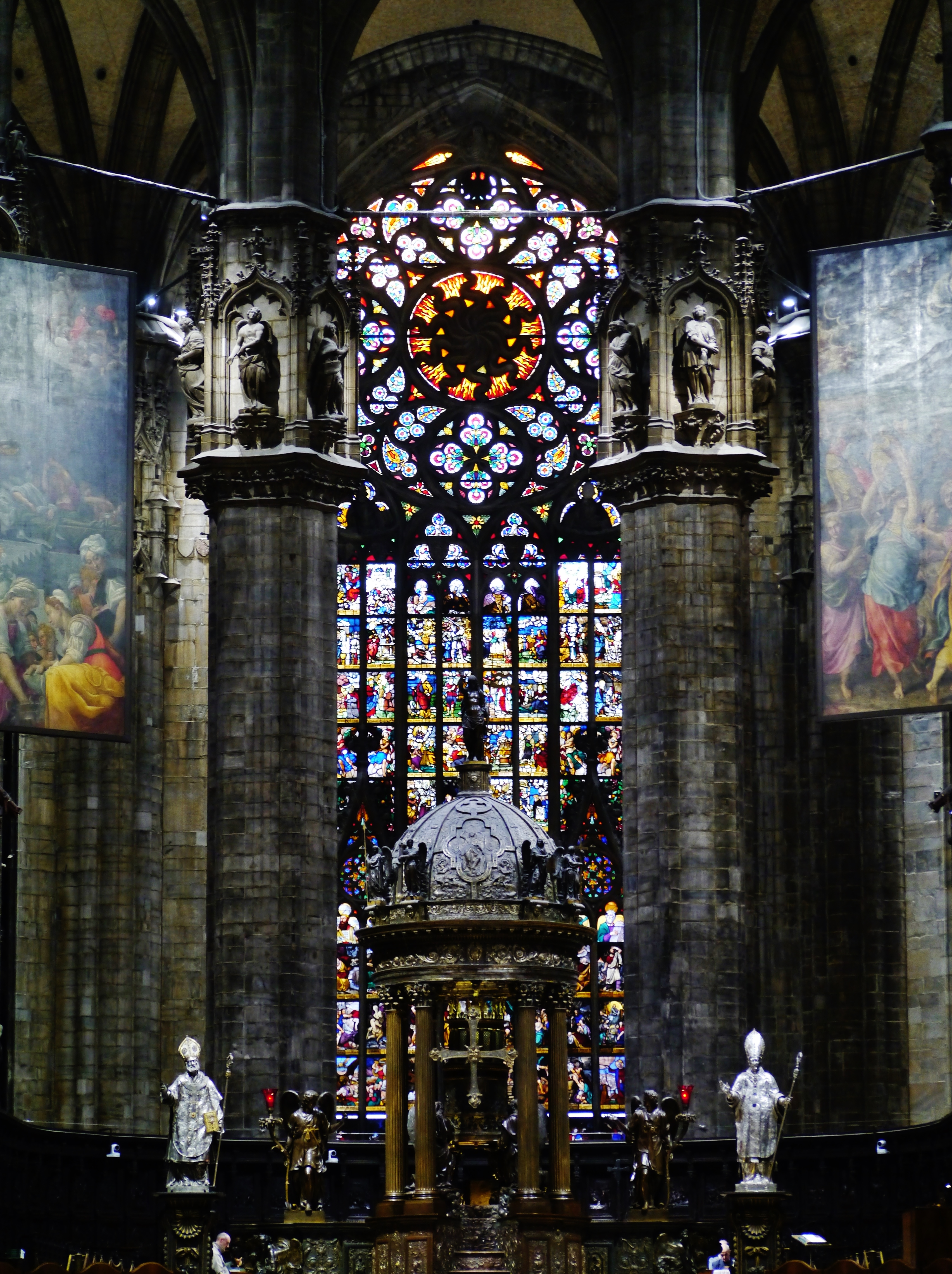
Vetrata dell'Apocalisse, XV secolo
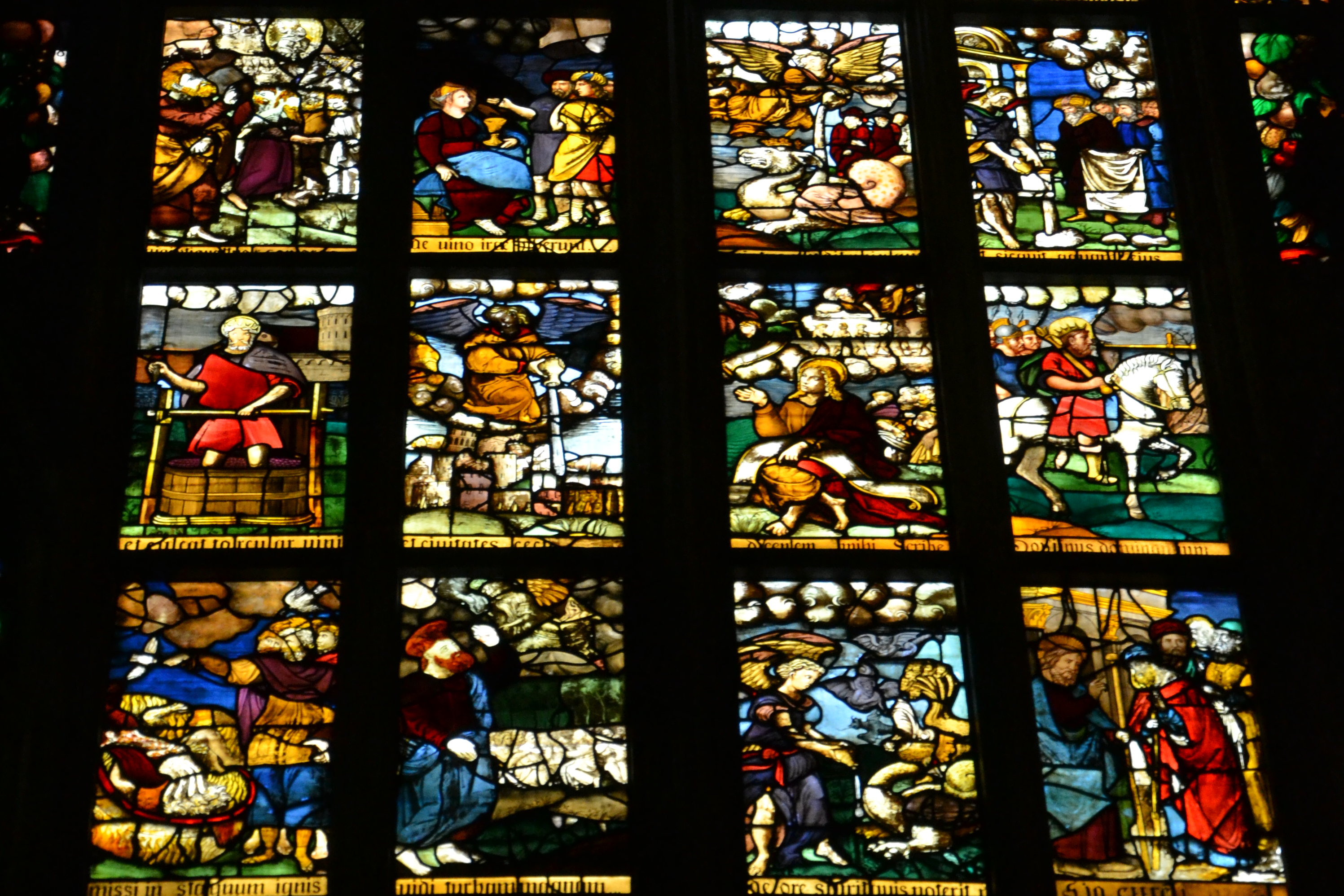
Vetrata dell'Apocalisse, XV secolo, particolare

### Vetrate di epoca tardorinascimentale e manierista (XVI secolo)

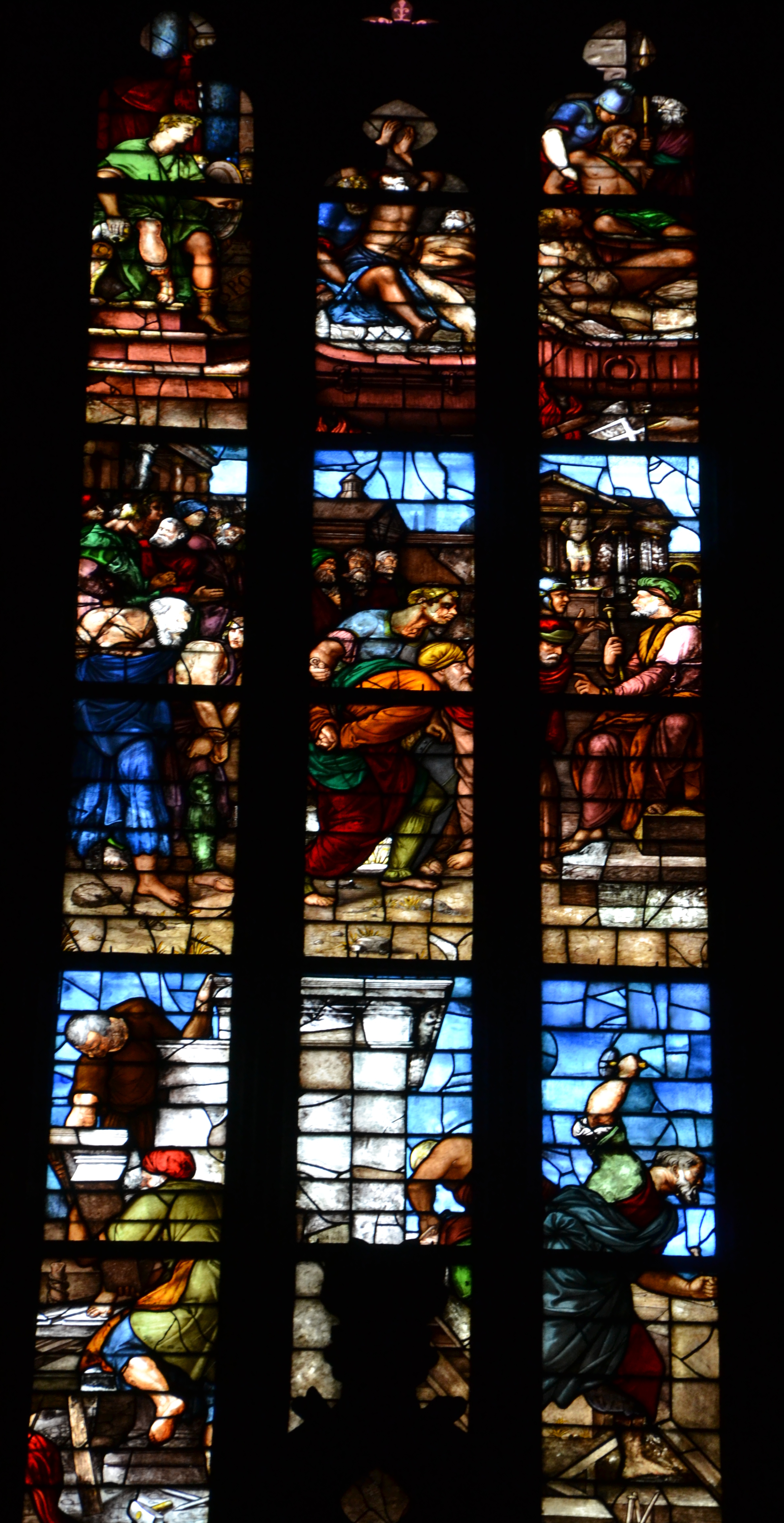
Pellegrino Tibaldi, vetrata dei Santi Quattro Coronati

#### Vetrate del Vecchio Testamento
Nella seconda campata della navata destra (n. 2) la vetrata è decorata con Storie del Vecchio Testamento di maestri lombardi e fiamminghi databili verso la metà del XVI secolo, e vetri raffiguranti la passione di Cristo ispirati alle incisioni di Albrecht Dürer. Provengono dai grandi finestroni absidali, rifatti nel corso dell'Ottocento.
Nella terza campata della navata destra (n. 3) si trova una vetrata con altre Storie del Vecchio Testamento, di maestri lombardi (Arcimboldi), renani e fiamminghi (metà del XVI secolo).
La quarta vetrata della navata destra (n. 4) raccoglie episodi tratti dal Vecchio Testamento, realizzata da maestranze lombarde nel XVI secolo.

#### Vetrata del Nuovo Testamento
Si tratta di una vetrata ricomposta con frammenti del XVI secolo, (n.38, seconda campata della navata sinistra), provenienti dalla vetrata absidale dedicata al Nuovo Testamento rifatta nell'Ottocento. Illustra Avvenimenti del Nuovo Testamento, facenti parte del ciclo della Passione di Cristo.

#### Vetrata dei Santi Quattro Coronati
Nella quarta campata della navata sinistra (n. 36) la vetrata riporta le Storie dei Santi Quattro Coronati, opera manierista eseguita su disegno di Pellegrino Tibaldi nel 1567. Sono tuttora conservati presso la Pinacoteca ambrosiana i cartoni di mano del Pellegrini, che Corrado Mochis traspose su vetro. Nella posa teatrale delle vigorose figure che animano gli episodi della vita dei santi, si manifesta chiaramente la derivazione romana dello stile del Tibaldi, e in particolare l'ascendenza michelangiolesca delle possenti rappresentazioni. Sono riportati, dal basso, il Miracolo degli scalpelli, il Battesimo in carcere dei quattro scultori convertiti, I quattro santi al lavoro, il Giudizio dei quattro santi, il Martirio davanti all'imperatore Diocleziano.

#### Vetrata delle Glorie della Vergine

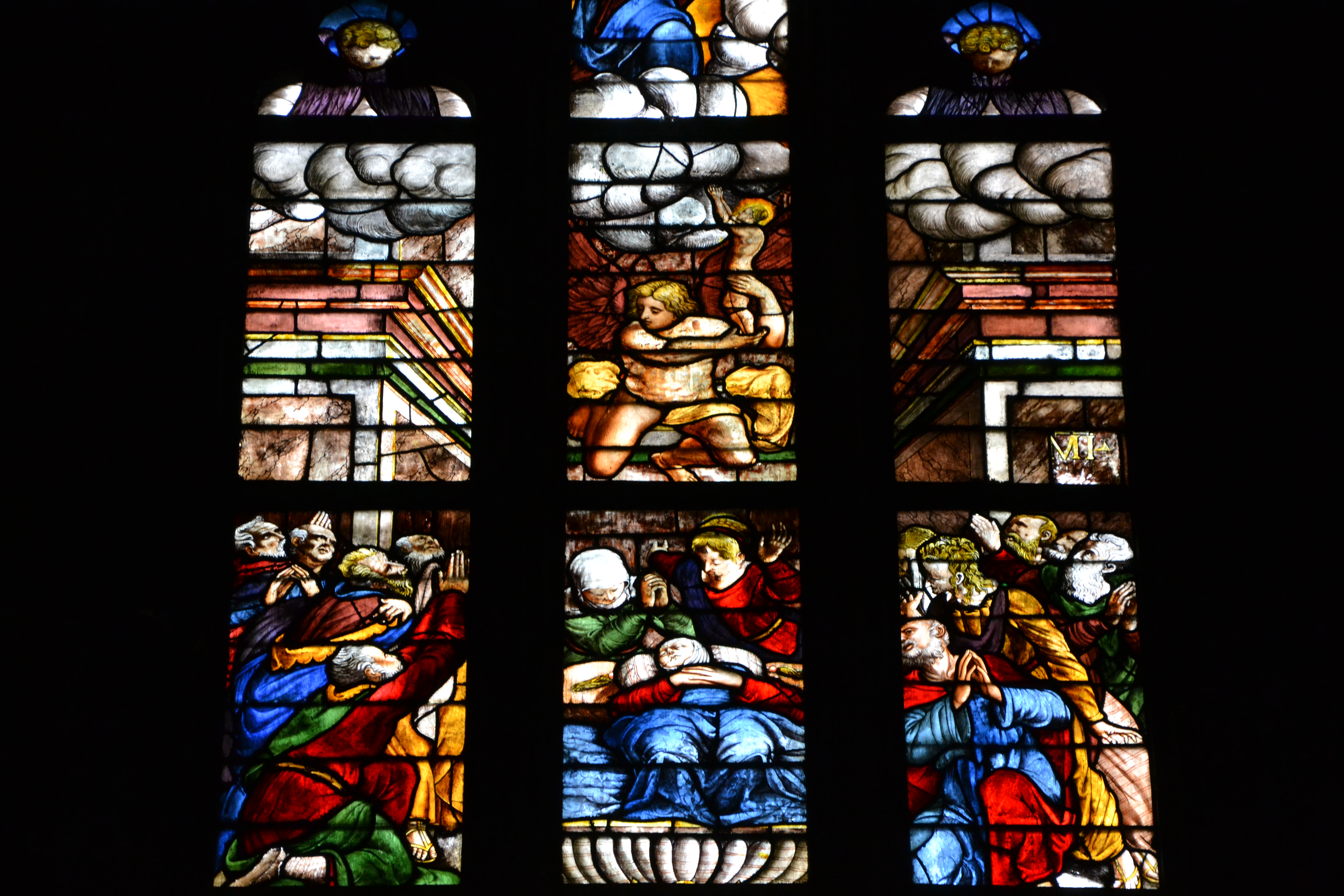
Giovanni da Monte, vetrata delle Glorie della Vergine

La quinta campata della navata sinistra (n. 35) conserva la vetrata cinquecentesca dedicata alle Glorie della Vergine. Fu realizzata da Pietro Angelo Sesini e Corrado Mochis su cartoni di Giovanni da Monte, allievo di Tiziano. Uno degli episodi reca ancora la firma dell'artista (G.M.F., ovvero "Giovanni da Monte fecit"). Come altre vetrate manieriste eseguite durante l'episcopato di san Carlo Borromeo, dilata gli episodi rappresentati su più antelli, accrescendone la monumentalità. Chiara è la derivazione da Tiziano in molte scene, quali celebre Assunta dei Frari. Sono raffigurati, dal basso, la Pentecoste, il Transito e l'Assunzione (1565-1566).

#### Vetrata di Sant'Elena
Nella sesta campata della navata sinistra (n. 34) la vetrata è decorata con le Storie di sant'Elena, di Rainoldo da Umbria e di Valerio Perfundavalle (1574), narranti il ritrovamento della Croce. La vetrata è divisa in soli tre grandi episodi, che narrano la storia della madre di Costantino, la quale secondo la tradizione avrebbe rinvenuto la Croce di Cristo durante un pellegrinaggio a Gerusalemme. Il primo episodio in basso mostra Sant'Elena libera i prigionieri; segue più in alto la scena del Ritrovamento della Croce, e in cima il Miracolo compiuto dalla santa Croce.

#### Vetrata di San Giuseppe
Nella settima campata della navata sinistra (n. 33) la vetrata con le Storie di San Giuseppe di Valerio Perfundavalle da Lovanio, autore sia dei cartoni che della trasposizione su vetro. Voluta da san Carlo Borromeo, è suddivisa in quattro scene: raffigura dal basso l'Annunciazione, visibile fra le statue, la Visitazione, la Natività e la Fuga in Egitto. Si tratta dell'ultima delle vetrate di epoca manierista conservate in Duomo, realizzata nel 1576.

#### Vetrata di San Giacomo Maggiore

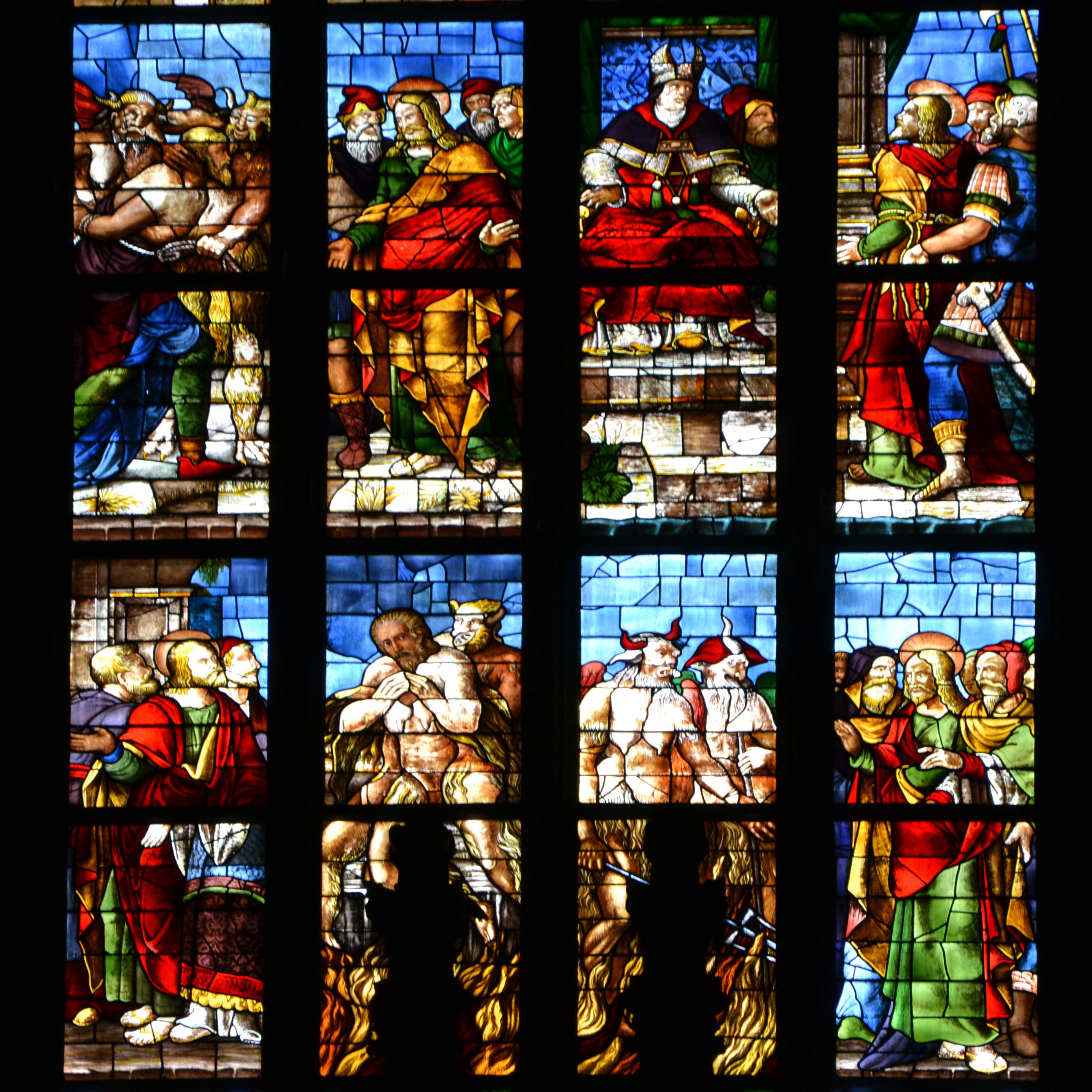
Vetrata di san Giacomo Maggiore, Corrado Mochis

La vetrata con le Storie di san Giacomo Maggiore (n. 10, transetto destro) è opera di Corrado Mochis del 1554-1564. Fu commissionata da papa Pio IV dei Medici di Marignano, il cui nome con il tradizionale stemma mediceo è inserito al centro della vetrata. Fu voluta per commemorare il fratello Giacomo, detto il Medeghino, condottiero sepolto nel monumento sottostante, e per questo dedicata all'apostolo Giacomo. I cinque episodi rappresentati sono espansi in otto antelli ciascuno, assumendo così scala monumentale. Sia la committenza papale che la rappresentazione delle figure, fanno ipotizzare l'ideazione da parte di un maestro della scuola romana. Mostra particolari innovazioni tecniche rispetto alle vetrate coeve, fra cui l'uso di tessere vitree più grandi, una gamma cromatica particolarmente accesa dominata dal contrasto fra i blu ed i rossi, e particolari bistrature che tendono a mettere in rilievo i volti e le fattezze delle figure.
Sono rappresentati, dal basso verso l'alto:
- I registro: busti di vescovi, Madonna e Cristo.
- II registro: Fileto disputa con Giacomo; Ermogene fa catturare Fileto perché non torni da Giacomo.
- III registro: a Fileto imprigionato viene mostrato il sudario con il volto di Cristo mandatogli da Giacomo; Fileto liberato miracolosamente ringrazia Giacomo; Ermogene evoca i demoni con pratiche magiche affinché incatenino Giacomo.
- IV registro: stemmi, insegne papali e grottesche.
- V registro: Giacomo soggioga i demoni che lo implorano di liberarli dal tormento del fuoco; Ermogene catturato dai demoni si prostra davanti a Giacomo.
- VI registro: Ermogene, convertito da Giacomo, diviene suo discepolo; Giacomo catturato è condotto davanti al sacerdote ebreo Abiatar.
- VII registro: Giacomo al cospetto di Erode; Giacomo condotto al supplizio incontra un paralitico e lo risana.
- VIII registro: Giacomo battezza Giosia convertito; il martirio di Giacomo e Giosia[6].

#### Vetrata di Santa Caterina d'Alessandria

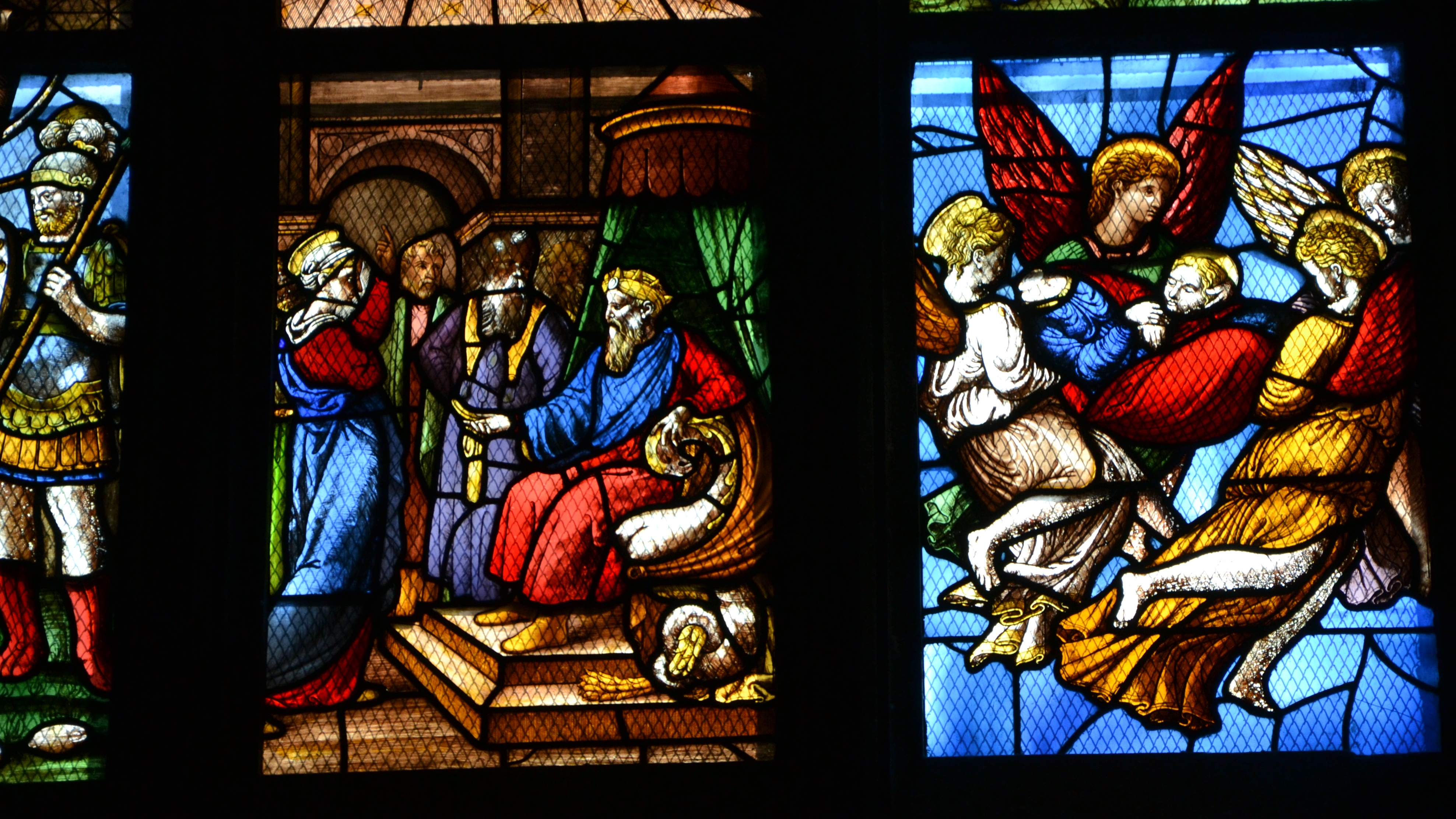
Vetrata di santa Caterina, XVI secolo disegnata da Biagio e Giuseppe Arcimboldi

La vetrata, con Storie di santa Caterina d'Alessandria (n. 14, transetto destro) venne disegnata da Biagio Arcimboldi e dal figlio Giuseppe, meglio noto come l'Arcimboldo e realizzata da Corrado Mochis (1556). La vetrata costituisce una delle opere giovanili della formazione dell'artista, che divenne celebre alla corte dell'imperatore Rodolfo II per i bizzarri ritratti realizzati componendo fiori, frutta o animali in modo da far assumere alla composizione le sembianze di un volto umano. Gli episodi a lui ascrivibili della vetrata mostrano composizioni inconsuete e figure avvitate di tipico gusto manierista.

#### Vetrata di San Martino

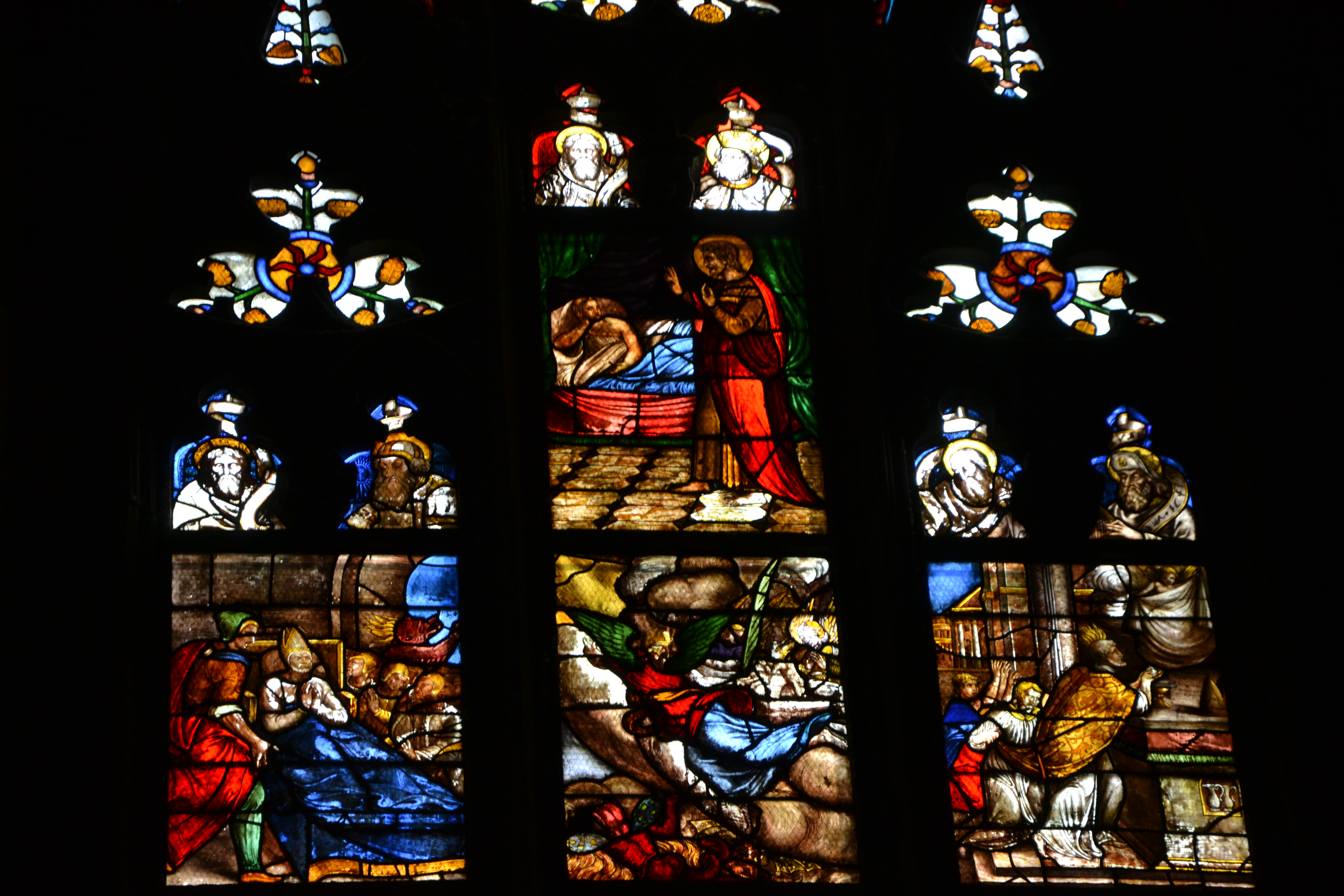
Vetrata di San Martino

La vetrata (n. 15, transetto destro) con Storie di san Martino e la Presentazione della Vergine è del tardo Cinquecento ed è di vari artisti. A metà della vetrata spiccano i Profeti attribuiti a Michelino da Besozzo, che sono fra gli antelli più antichi conservati in Duomo.

#### Vetrata di Santa Caterina da Siena
La vetrata, sulla sinistra dell'abside nord (n. 30), si presenta suddivisa in due parti orizzontalmente: la parte superiore racconta Storie di santa Caterina da Siena, ideate e condotte da Corrado Mochis. Benché datata al 1562, mostra affinità con le vetrate quattrocentesche narranti la vita dei santi. Tutti gli episodi sono infatti racchiusi in un unico antello ciascuno, per lo più in scene di interno caratterizzate da una prospettiva rigida. Mostra invece uno stile più libero e aggiornato la parte inferiore, con episodi della Vita della Madonna, disegnati da Giovanni da Monte nello stesso periodo (1562-1567). Di gusto tipicamente manierista appaiono il rosone sommitale e i trilobi che concludono la vetrata, decorati con fantasie di putti, grottesche e ghirlande di frutta intrecciate.

#### Vetrata degli Apostoli
A sinistra (n. 31, abside nord) si trova la vetrata dedicata agli Apostoli fu realizzata su cartoni del pittore cremasco Carlo Urbino del periodo manierista (1567). A differenza delle altre vetrate, i suoi antelli non sono decorati con narrazioni di episodi evangelici o agiografici, bensì mostrano a figura intera i dodici apostoli, oltre a raffigurazioni di altri santi in basso. Al culmine, è l'Incoronazione della Vergine. Le monumentali figure, rappresentate per lo più entro nicchie, rappresentano un capolavoro della maturità dell'artista, attivo in numerose chiese milanesi. Spiccano in particolare per la ricchezza cromatica e la definizione plastica, merito anche della sapiente trasposizione su vetro del Mochis.

### Vetrate in stile romantico ed eclettico (XIX secolo)

#### Vetrata di Sant'Agnese e Santa Tecla
L'ottava campata della navata sinistra (n. 40) presenta una vetrata con Storie di sant'Agnese e santa Tecla, opera di Pompeo e Guido Bertini del 1897-1905.

#### Vetrata di Sant'Ambrogio
Sulla vetrata (n. 41) rifatta nell'Ottocento si trovano le Storie di sant'Ambrogio di Pompeo Bertini. La vetrata è caratterizzata, rispetto alle precedenti di epoca rinascimentale, dall'uso di colori più spenti e da tonalità più chiare, fra le quali spicca in ogno episodio il rosso della tonaca di Ambrogio. Tutte le scene mostrano, sia nei costumi che nelle architetture sullo sfondo, una particolare attenzione nella ricostruzione storica degli eventi ambientati nella Milano tardoimperiale e una rigorosa costruzione prospettica.

#### Vetrata dei Santi Gervasio e Protasio
La vetrata (n. 9, navata destra) è opera di Giovanni Battista Bertini (1849) e presenta Storie dei santi Gervasio e Protasio.

#### Vetrate di San Giovanni Bono
Le tre vetrate dell'abside sud (nn. 11, 12, 13) dipinte, con Storie di san Giovanni Bono furono realizzate dal Bertini a metà dell'Ottocento (1839-1842).

#### Vetrata di San Carlo
Nella navata destra del braccio nord del transetto la vetrata (n. 42) con Storie di san Carlo è del 1910.

#### Vetrate della Vergine
Il transetto nord è chiuso da un'absidiola che contiene la cappella della Madonna dell'Albero, cui fanno da sfondo tre vetrate (nn. 27, 28, 29) con Storie della Vergine interamente rifatte nell'Ottocento ad opera di Giovanni Battista Bertini (1842-1847).

#### Vetrate absidali del Nuovo Testamento e del Vecchio Testamento

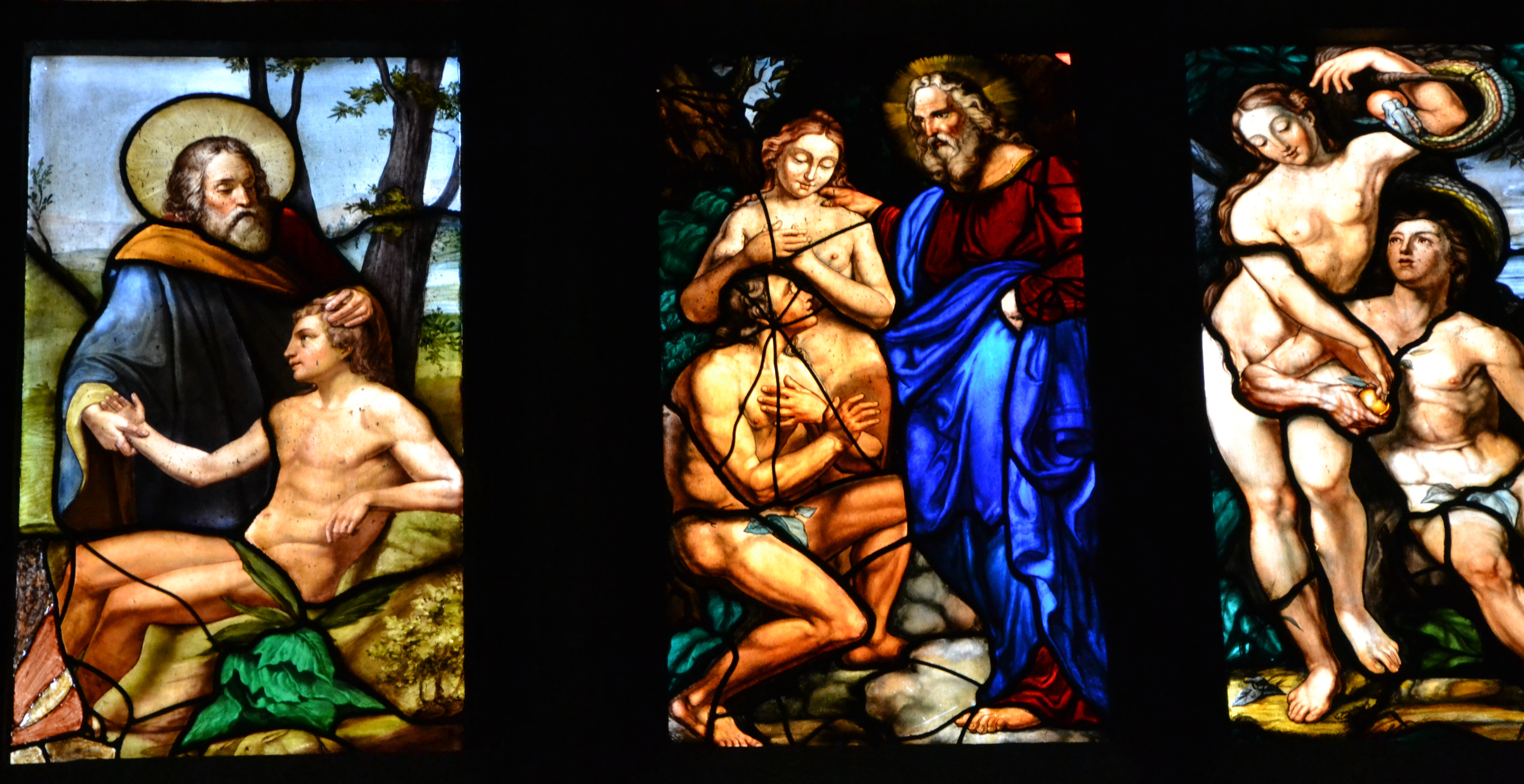
Vetrate absidali del Vecchio Testamento, Giovanni Battista Bertini

I tre finestroni absidali sono i più antichi ed i più ampi della cattedrale. Le due vetrate laterali (nn. 19, 21), di 130 pannelli ciascuna, contengono Storie del Nuovo Testamento e Storie del Vecchio Testamento. Furono integralmente rifatte in un arco di tempo che va dal 1833 al 1865 da Giovanni Battista Bertini e dai figli Pompeo e Giuseppe, allora direttore dell'Accademia di Brera. La vetrata centrale, dedicata alla Visione dell'Apocalisse mantiene invece nella parte alta una cinquantina di pezzi del XV e XVI secolo.

#### Vetrate della controfacciata
In controfacciata, le vetrate dei finestroni classicheggianti del primo livello sono del XIX secolo e furono realizzate dai fratelli Bertini, con san Carlo, sant'Ambrogio e san Michele, mentre è di Mauro Conconi santa Tecla. L'Assunta nella vetrata centrale fu realizzata su cartoni di Luigi Sabatelli.

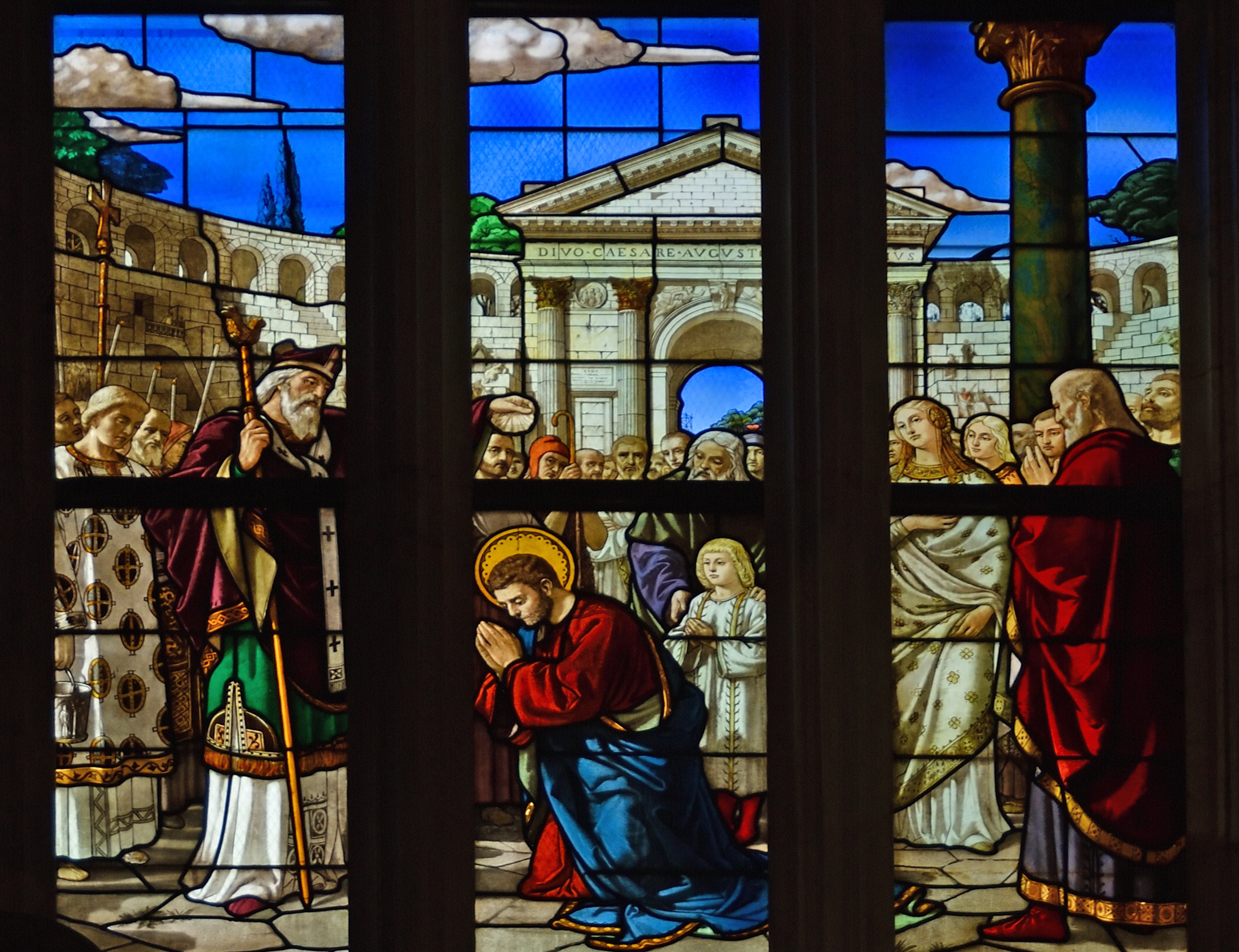
Storie di sant'Ambrogio di Pompeo Bertini
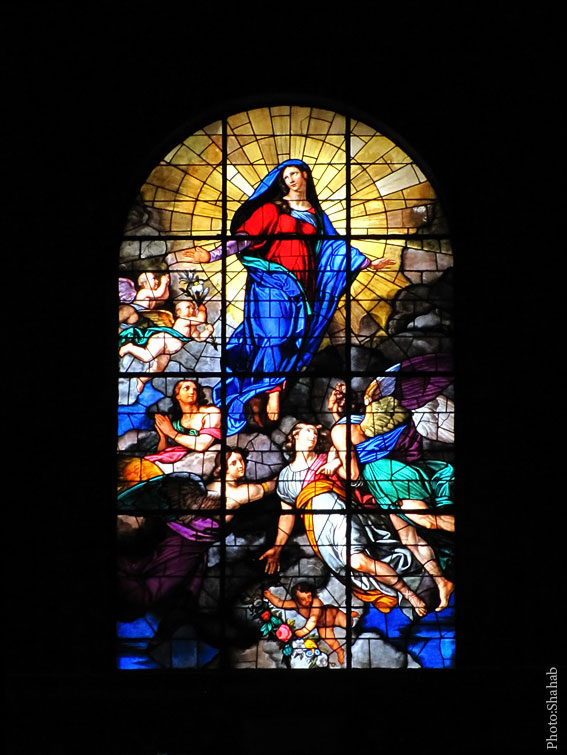
Assunta, Luigi Sabatelli
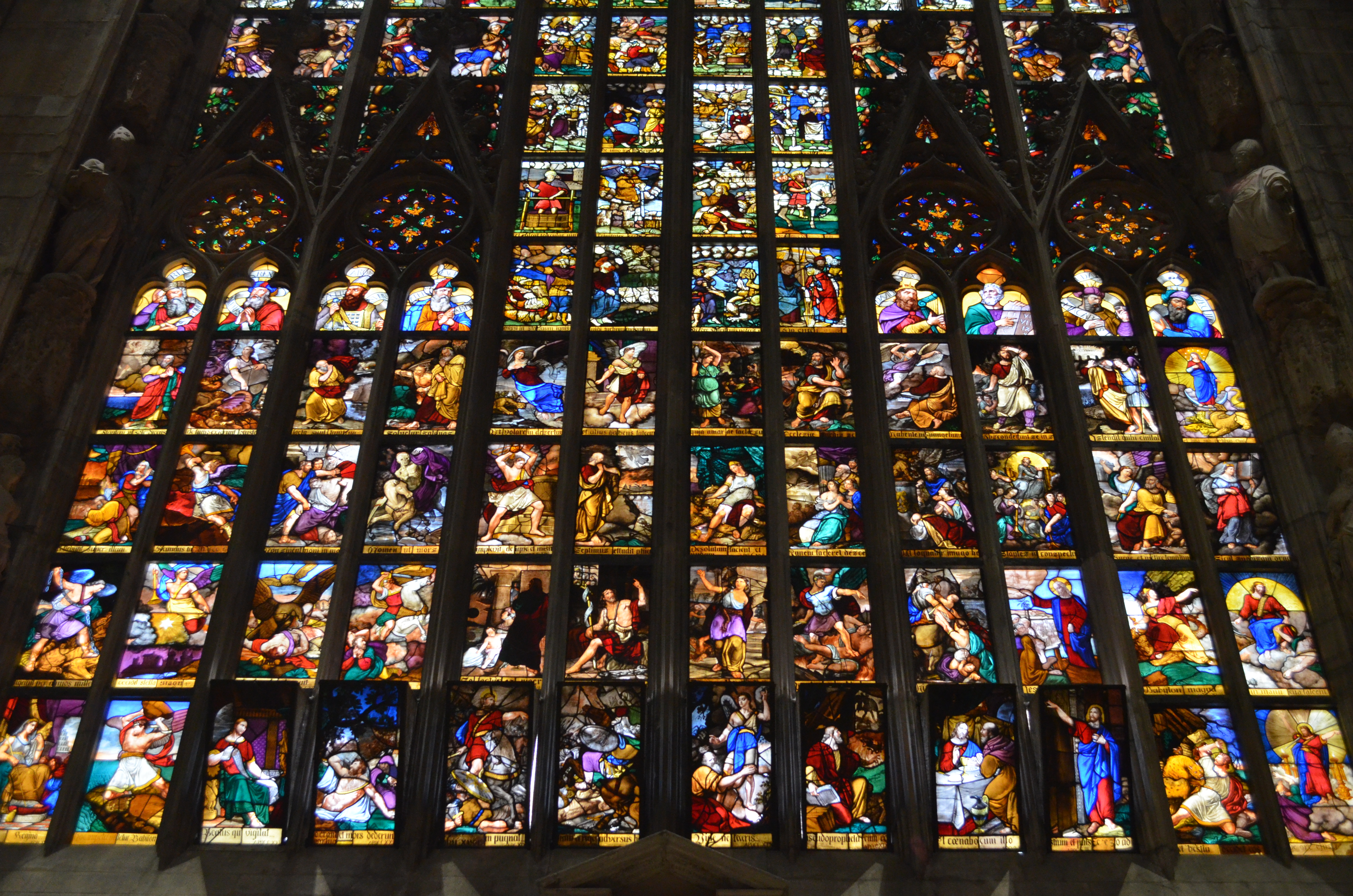
Visione dell'Apocalisse

### Vetrate di epoca contemporanea (XX secolo)

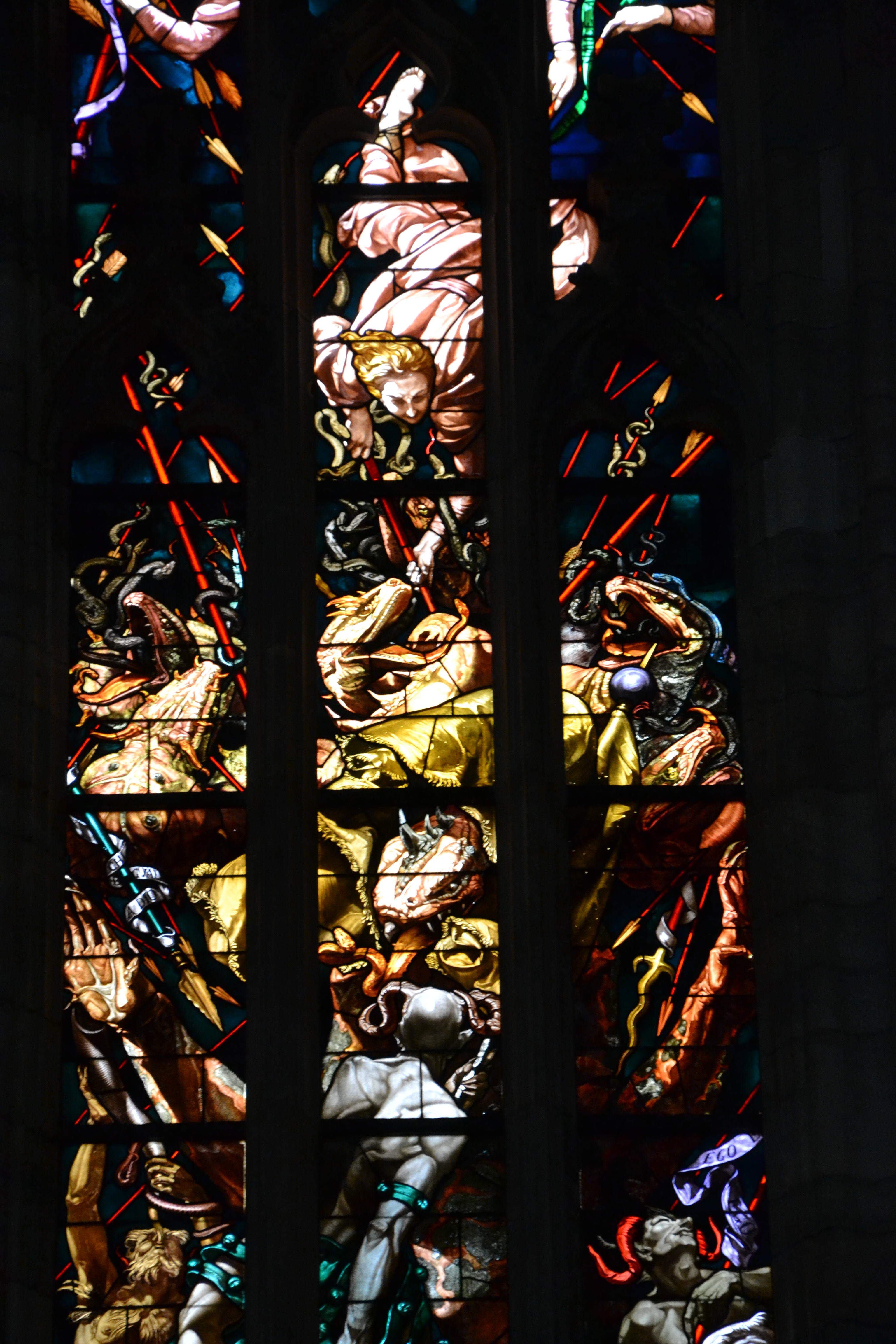
Vetrata di san Michele Arcangelo

#### Vetrata dei Beati cardinali Schuster e Ferrari
Nella settima campata della navata destra (n. 7) la vetrata, disegnata nel 1988 da János Hajnal, ricorda i beati cardinali Schuster e Ferrari, entrambi arcivescovi di Milano.

#### Vetrata di David
Nella prima campata della navata sinistra (n. 39) si trova la vetrata con le Storie di David di Aldo Carpi (1939).

#### Vetrata di San Michele Arcangelo
Nella terza campata della navata sinistra (n. 37) la vetrata ritrae la Battaglia tra san Michele Arcangelo e il diavolo ed è di Giovanni Domenico Buffa (1939). Unica fra tutte le grandi vetrate, ritrae un unico episodio lungo i suoi 17 metri d'altezza. È caratterizzata da toni di acceso espressionismo, con i quali è descritta con grande veemenza e audacia l'assalto con cui gli Arcangeli, rappresentati in alto sotto la guida di Michele, precipitano i demoni tra le fiamme dell'inferno.

#### Vetrate del tiburio
Al centro della chiesa si apre il tiburio. Le vetrate sono del 1968 e raffigurano gli eventi del Concilio Vaticano II. Alcune delle vetrate del Tiburio sono state realizzate da Cristoforo De Amicis .

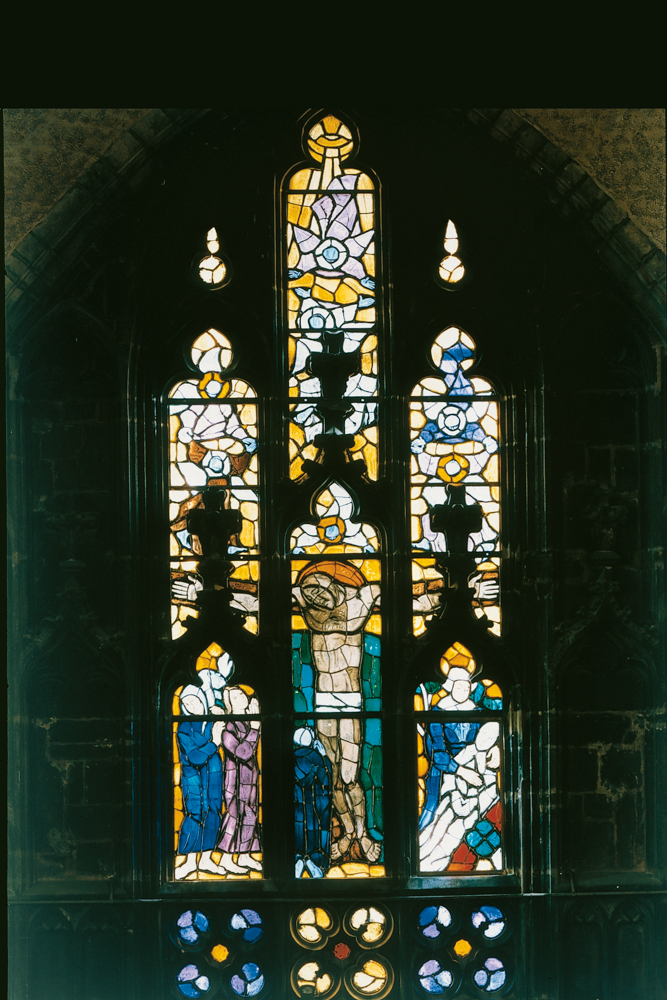

#### Vetrate della controfacciata
In controfacciata, le vetrate dei finestrini neogotici situati in alto sono degli anni cinquanta del XX secolo, realizzate dall'ungherese Hajnal, recuperando i vivi colori della tradizione medioevale. Rappresentano, ai lati, la Chiesa e la Sinagoga, mentre al centro la Trinità con un'insolita iconografia.